# Kamuzu nemzetközi repülőtér
A Kamuzu nemzetközi repülőtér (IATA: LLW, ICAO: FWKI), más néven a Lilongwei nemzetközi repülőtér egy repülőtér Malawiban, amely Lilongwe közelében található. Éves utasforgalma 296 190 fő (2009).

## Története
A repülőteret a Nello L. Teer Company építette 1977-ben. A repülőtér átvette a városközponttól mintegy 6 km-re nyugatra fekvő Régi Lilongwei repülőtér legtöbb járatát. Tulajdonosa az Airport Developments Limited. ICAO-kódja eredetileg FWLI volt.

## Légitársaságok és úti célok

### Utasszállító
| Légitársaság          | Célállomások                                                   |
| --------------------- | -------------------------------------------------------------- |
| Ethiopian Airlines    | Addisz Abeba                                                   |
| Kenya Airways         | Nairobi                                                        |
| Malawi Airlines       | Blantyre, Dar es-Salaam, Harare, Johannesburg, Lusaka, Nairobi |
| South African Airways | Johannesburg (felfüggesztve)                                   |
| Ulendo Airlink        | Likoma sziget, Mfuwe, Monkey Bay                               |

### Teherszállító
| Légitársaság      | Célállomások       |
| ----------------- | ------------------ |
| Emirates SkyCargo | Jebel Ali, Nairobi |

## Fordítás
- Ez a szócikk részben vagy egészben  a   Lilongwe International Airport című angol Wikipédia-szócikk ezen változatának fordításán alapul.  Az eredeti cikk szerkesztőit annak laptörténete sorolja fel. Ez a jelzés csupán a megfogalmazás eredetét és a szerzői jogokat jelzi, nem szolgál a cikkben szereplő információk forrásmegjelöléseként.